# Strange fruits -Kimyō na kajitsu-
Strange fruits -Kimyō na kajitsu- (Strange fruits-奇妙な果実-?) è il primo EP della rock band visual kei giapponese Plastic Tree. È stato pubblicato l'11 dicembre 1995 dalla label indie GIO RECORDS.
Esiste una sola versione dell'album con custodia jewel case, ma è stato ristampato in una nuova edizione il 25 giugno 1997 con il titolo Kimyō na kajitsu (奇妙な果実?), copertina diversa e senza la ghost track finale.

## Tracce
Tutti i brani sono testo di Ryūtarō Arimura e musica di Tadashi Hasegawa, tranne dove indicato.

Dopo il titolo è indicata fra parentesi "()" la grafia originale del titolo, eventuali note sono riportate dopo il punto e virgola ";".
1. psycho garden (psycho garden?) - 4:40
2. twice (twice?) - 3:55
3. Cream (クリーム?) - 5:47
4. rusty (rusty?) - 5:55
5. Gin no hari (銀ノ針?) - 5:01
6. Henge (変化?) - 5:22 (Tadashi Hasegawa)
7. Ghost track presente solo nella prima edizione del disco e nota ai fan come XXX (XXX?) - 2:53

## Altre presenze
- rusty:
  - 28/07/2010 - Moonlight ----.

## Formazione
- Ryūtarō Arimura - voce e seconda chitarra
- Akira Nakayama - chitarra e cori
- Tadashi Hasegawa - basso e cori
- SHIN - batteria